# No le llames amor
No le llames amor es una canción de Yuridia. El tema fue anunciado oficialmente el 7 de noviembre por la disquera de la cantante Sony Music México, en su cuenta oficial de Facebook. Al igual que la cantante lo confirmó en sus cuentas oficiales.
La canción fue escrita por Horacio Palencia, quien ya había colaborado con Yuridia en “La duda”, mientras que la producción corrió a cargo de George Noriega. Al igual que varios sencillos de la cantante, "No le llames amor" también fue escrita por José Luis Roma. Mismo autor de los tres sencillo del anterior disco 6 y Primera Fila.

## Video
El video fue grabado en el Gran Hotel Ciudad de México y apenas fue estrenado en el canal oficial de YouTube de Yuridia . Ya suma más de 27 millones de visitas.

## Lanzamiento
| País           | Fecha                  | Formato          |
| -------------- | ---------------------- | ---------------- |
| México         | 7 de noviembre de 2019 | Descarga digital |
| Estados Unidos | 7 de noviembre de 2019 | Descarga digital |